# Soyons libres
Soyons libres (deutsch Lasst uns frei sein; kurz: Libres ! oder SL) ist eine rechtsgerichtete Partei in Frankreich.

## Geschichte
Soyons libres wurde 2017 ursprünglich von Valérie Pécresse als Bewegung innerhalb von Les Républicains gegründet, spaltete sich 2019 aber von der Mutterpartei ab. Pécresse trat 2022 zur Präsidentenwahl für Les Républicains an, der sie ebenfalls angehört.

## Inhalte
Die Partei positioniert sich selbst zwischen dem rechtsextremen Rassemblement National von Marine Le Pen und der liberalen La République en marche von Präsident Emmanuel Macron, gilt aber als tendenziell eher pro-europäisch und wirtschaftsliberal. Soyons libres vertritt in Fragen von Immigration und Innerer Sicherheit ultraprotektionistische Standpunkte. Flüchtlinge sollen nach australischem Vorbild in Überseecamps auf ihren Asylantrag warten und nach den Terroranschlägen in Paris und Nizza 2020 forderte Pécresse die Einführung eines französischen „Patriot Act“ mit weitgehenden Überwachungsbefugnissen der Sicherheitsbehörden.